# Ортосилікати

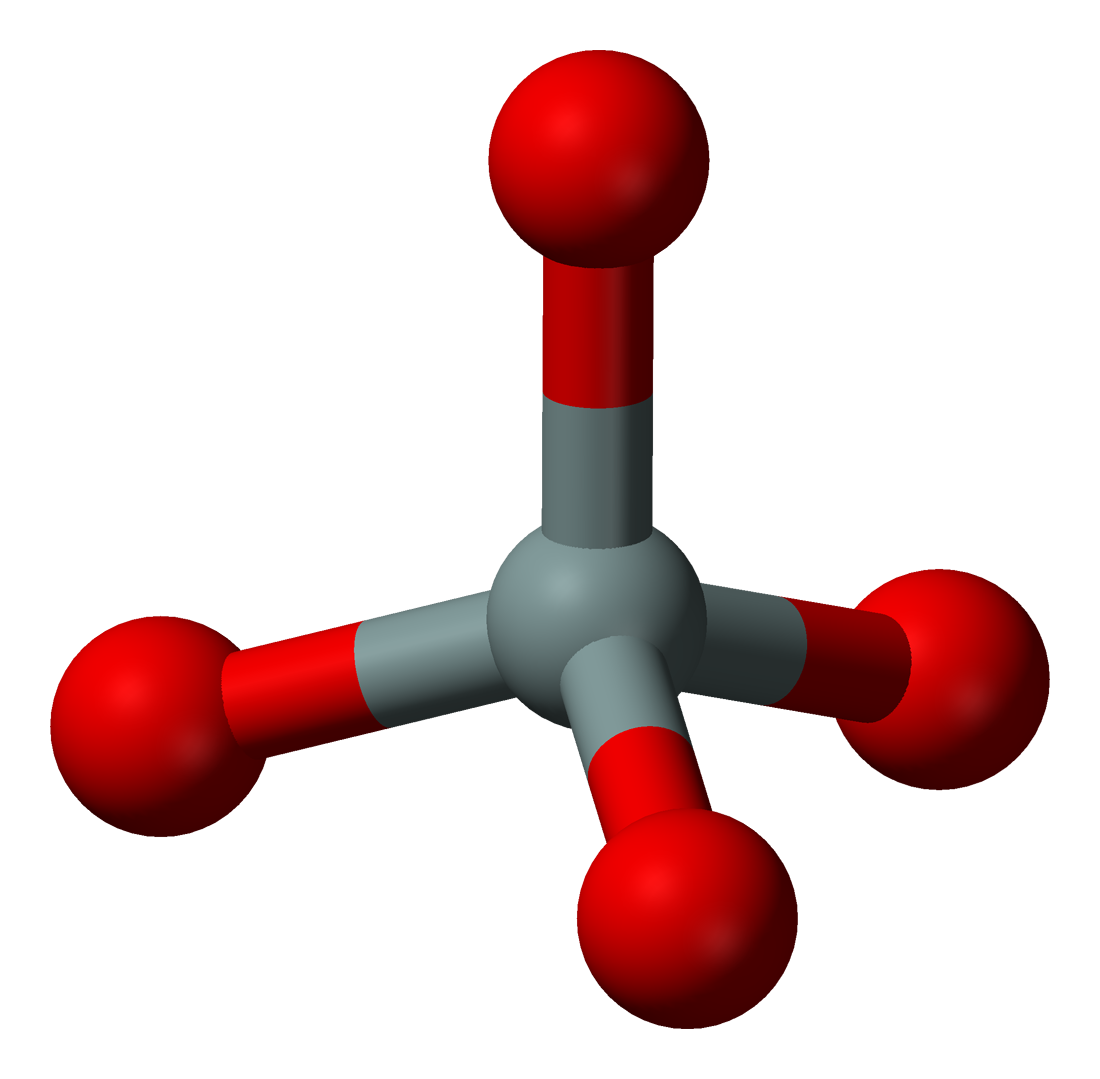
Ортосилікатний аніон SiO_{4}^{4−}. Сіра кулька позначає атом кремнію, а червоні кульки — атоми кисню.

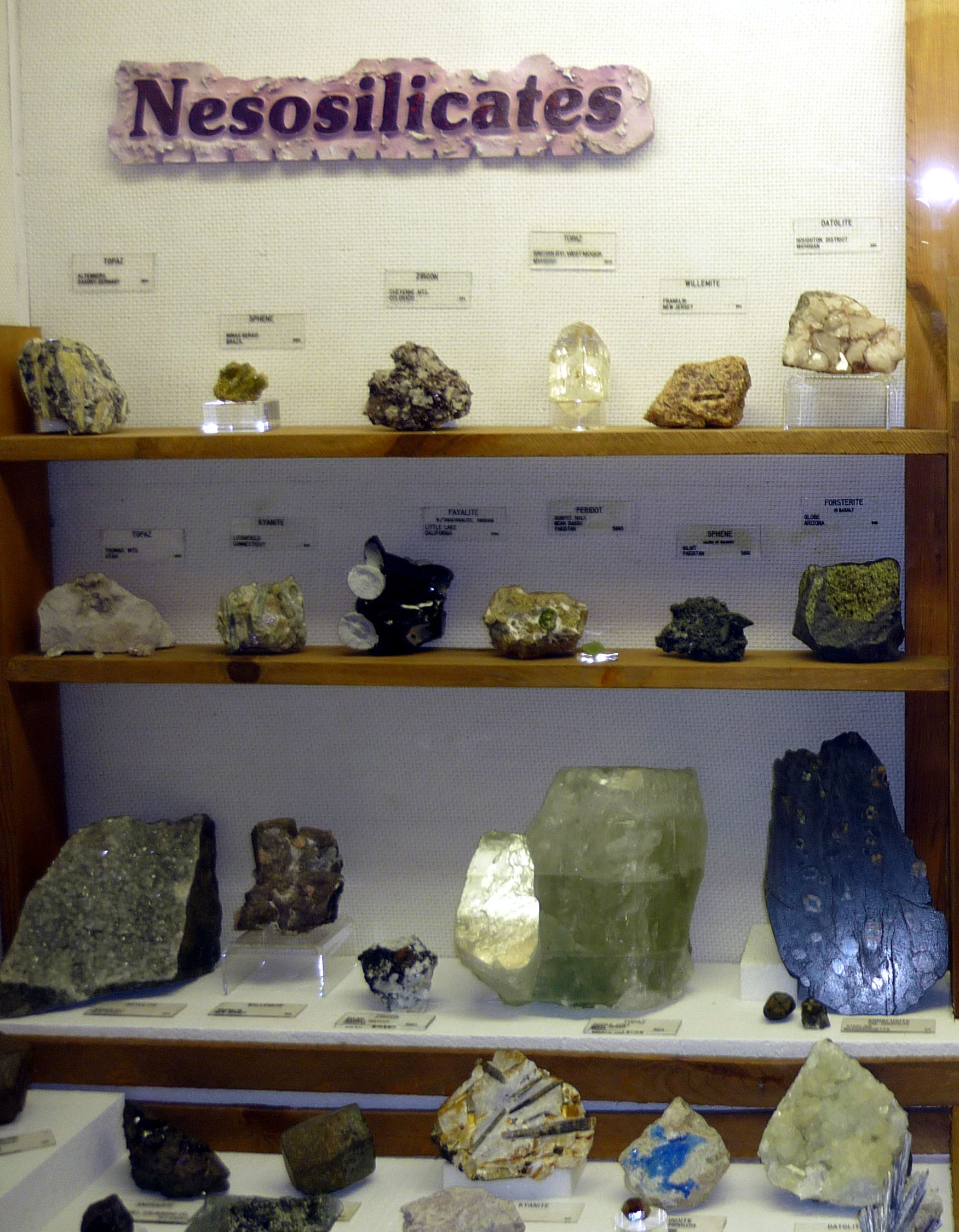
Зразки Nesosilicates у Музеї геології в Південній Дакоті.

Ортосилікати (незосилікати) — мінерали класу силікатів, які є солями ортосилікатної кислоти H4SiO4 (олівін — (Mg, Fe)2[SiO4], вілеміт — Zn2[SiO4] та ін.).

## Загальний опис
В основі структури ортосилікатів лежать окремі групи [SiO4]4-, які за допомогою катіонів об'єднуються в загальну структуру мінералу. Часто ортосилікати мають у своєму складі додаткові аніони, головними з яких є кисень, гідроксил і фтор (наприклад, титаніт — CaTi[OSiO4], кіаніт — Al2O[SiO4] та ін.).
Незосилікат — сполука зі структурою, в якій присутні незалежні силікатні тетраедри (кожен складається з центрального атома кремнію, оточеного чотирма атомами кисню в кутах тетраедра). Оскільки жоден з атомів кисню не поділяється на інші тетраедри, хімічна формула містить кратну кількість SiO4, як у цирконії, топазі чи олівіні.

## Інтернет-ресурси
- Mindat.org, Dana classification
- Webmineral: Dana's New Silicate Classification